# 陸前高田市立博物館
陸前高田市立博物館（りくぜんたかたしりつはくぶつかん、Rikuzentakata City Museum）は、岩手県陸前高田市にある博物館。岩手県立博物館・一関市博物館と並び、岩手県内では3館のみの公開承認施設のひとつである。
2011年の東北地方太平洋沖地震（東日本大震災、以下「震災」と略記）で被災し再建された。貝類の標本、漁具や津波の資料などおよそ7,300点を展示するかたわら、震災で被災した文化財の修復作業も行っている。

## 歴史
1959年（昭和34年）に、東北地方で初となる公立登録博物館として、旧気仙町役場庁舎の一部を改修して開館。
2011年3月11日に発生した震災により、当館は甚大な被害を受けた。建物は全壊し、当館を含む市内の文化施設4箇所の収蔵品約56万点が津波にのまれたほか、4名いた市の学芸員も3名が犠牲となったが、全国の博物館や大学などの支援を受け、唯一生存した学芸員らが同年4月1日より収蔵品の救出作業を開始。約46万点を回収し、修復・安定化処理作業に取りかかった。
その後、同じく震災で被災した市内の水族館「海と貝のミュージアム」と合築の形で当館を再建することが決まり、2020年（令和2年）1月に着工、2021年7月に竣工し、建材に含まれる化学物質が収蔵品に影響を与えないよう通風乾燥を行う「枯らし」期間を経たのち、2022年11月5日に再開館した。震災前は徴収していた入館料を再開館後は無料とし、また休館日であった祝日も開館する。
再開館後も収蔵品の修復作業は続けられており、来館者が作業の様子を見学できるよう、作業室は一部がガラス張りになっている。一方で、津波で被災した資料を修復すること自体が世界的に見ても稀な取り組みであり、修復方法が未確立であるなどの理由で作業が困難な資料も残されている。再開館当月の2022年11月末日時点で、約15万点の資料が手つかずのままであった。
2023年11月、同年10月より大規模改修に伴う長期休館に入った名古屋市博物館からオーギュスト・ロダンの『考える人』が無償で貸し出され、2026年秋までの予定で展示されている。

## 主な収蔵・展示物
- ツチクジラの標本

旧「海と貝のミュージアム」で展示されていた剥製。「つっちぃ」の愛称がある。全長は約9.7 mで、クジラの剥製としては日本最大、またツチクジラの剥製としては世界で唯一。震災で被災後、国立科学博物館の筑波研究施設で修復された。
- 陸前高田の漁撈用具

開館から収集が続けられていた2,045点が2008年に国の登録有形民俗文化財に登録。多くは市民から寄贈されたものである。震災で123点が失われ、残りの1,922点も被災したが、地元の漁師が協力して修復された。2023年3月22日には、「陸前高田の漁撈用具 3,028点」として国の重要有形民俗文化財に指定された。
- 骨角器

国指定史跡の中沢浜貝塚など陸前高田市内に多数所在する貝塚からの出土品。日本国内で1点しか発見されていない軍配型骨角器をはじめとする300点以上を展示。

## 現施設概要
- 設計者：内藤廣[1]
- 規模：地上2階[1]
- 敷地面積：6,652 m2[1]
- 延床面積：2,800 m2[1]
- 着工：2020年1月[4]
- 竣工：2021年7月[2]
- 構造：RC造、一部鉄骨造[1]

## 受賞歴
- 2023年6月：2023年度日本展示学会賞
- 2023年10月：2023年度グッドデザイン賞
- 2023年10月：日本空間デザイン賞2023 Cグループ 博物館・文化空間部門金賞
- 2024年1月：いわて木材利用優良施設等優秀賞（施設部門）
- 2024年1月：令和5年度 木材利用優良施設等コンクール 木材利用推進中央協議会会長賞
- 2024年4月：ドイツ iFデザイン賞
- 2024年11月：ドイツ Red Dot Design Award 2024 Brands & Communication Design部門「Best of the Best」（最優秀賞）
- 2024年12月：令和6年度文化庁長官表彰 副主幹兼主任学芸員 熊谷賢

## アクセス
- 公共交通機関：JR東日本 大船渡線BRT陸前高田駅から徒歩1分[3]
- 自動車：三陸沿岸道路 陸前高田ICから5分[3]
  - 駐車場は、アバッセたかた前の公共駐車場を利用[3]